# Kanopus-Vulkan
Kanopus-Vulkan (russisch Канопус-В, Kanopus-V1) ist ein Erdbeobachtungssatellit der russischen Raumfahrtbehörde Roskosmos.
Er wurde am 22. Juli 2012 um 6:42 Uhr UTC vom Startkomplex 31/6 des Kosmodroms Baikonur mit einer Sojus-Trägerrakete zusammen mit den Satelliten Belka 2, TET-1, ExactView 1 und Sond-PP in eine sonnensynchrone Umlaufbahn gebracht.
Der dreiachsenstabilisierte Satellit ist nahezu baugleich mit Belka 2 und mit einer panchromatischen Kamera mit einer Auslösung von etwa 2,5 m und einer Schwadbreite von 20 km, einer Vierkanal-Multispektralkamera mit einer Auflösung von 10,5 m und einem Multispektralscanner MSU-200 mit einer Auflösung von 25 m und einer Schwadbreite von 250 km für Übersichtsbilder ausgerüstet. Er soll der Erderkundung und der Datensammlung für verbessertes Kartenmaterial dienen, wobei die Daten auch für den Katastrophenschutz und der Landwirtschaft eingesetzt werden sollen. Gebaut wurde er auf Basis eines Satellitenbus der russischen Firma WNIIEM (ursprünglich: Allunionsweites Wissenschafts- und Forschungsinstitut für Elektromechanik). Die Avioniksysteme stammen von Surrey Satellite Technology aus Großbritannien. Die geplante Lebensdauer beträgt fünf Jahre.
Ein Nachfolgesatellit Kanopus-V2 sollte 2013 gestartet werden.